# Maroua Chebbi
Maroua Chebbi (sinh ngày 30 tháng 12 năm 1986 tại Tunis) là một cầu thủ bóng đá nữ đã chơi một mùa giải với Quebec City Amirus SC. Cô là một tiền vệ cho đội tuyển bóng đá quốc gia Tunisia và Câu lạc bộ Hàng không Tunis.

## Câu lạc bộ
- 2004 – 2009: Câu lạc bộ hàng không Tunis ở Tunisia
- 2009: Thành phố Quebec Amirus SC tại W-League
- 2010: Câu lạc bộ hàng không Tunis ở Tunisia
- 2010 – 2011: Laval Rouge et Or tại Liên đoàn thể thao sinh viên Quebec